# Comté de Chickasaw (Iowa)
Pour les articles homonymes, voir Comté de Chickasaw.
Le comté de Chickasaw est un comté de l'État de l'Iowa, aux États-Unis.
Il fut nommé d'après le peuple Chicachas.